# 牧野成傑
牧野 成傑（まきの しげたけ）は、江戸時代中期から後期にかけての旗本。通称は多門、内匠、主計、靫負。官位は従五位下・内匠頭、大和守、若狭守。采地は2500石。
　

## 略歴
丹波亀山藩主・松平信直の五男として誕生した。牧野資成の婿養子となる（後妻は牧野則成の娘）。初名は成久。
安永3年（1780年）遺領を継いだ。天明8年（1788年）4月西丸書院番士となり、12月中奥番士となる。寛政10年（1798年）1月使番となり、12月に布衣を着ることを許された。享和元年（1801年）4月に火事場見廻役を兼任し、6月より駿府町奉行を務め、文化3年（1806年）京都西町奉行となる。文化8年（1811年）作事奉行となり、文化10年（1813年）長崎奉行となり、文化12年（1815年）新番頭となった。文政4年（1821年）に小普請に入り、文政6年（1823年）に死去した。